# 利珀 (印第安納州)
利珀（英語：Lippe）是位於美國印第安納州波西縣的一個非建制地區。該地的面積和人口皆未知。

## 地理
利珀海拔高度為440英呎。而該地所採用的時區為UTC-5，即北美東部時區（EST）。同時該地設有夏令時間，為UTC-5調快一小時，即UTC-4（EDT）。